# فرانسوا سولبيس بودان
فرانسوا سولبيس بودان (بالفرنسية: François Sulpice Beudant)‏ هو عالم معادن وجيولوجي فرنسي عاش في الفترة ما بين سنتي 1787 و1850.
ساهم بودان في توصيف عدد معتبر من المعادن ومنح الأسماء لها مثل الألونيت والبروسيت والكوبالتيت.